# Deinacrida heteracantha
Deinacrida heteracantha är en insektsart som beskrevs av White, A. 1842. Deinacrida heteracantha ingår i släktet Deinacrida och familjen Anostostomatidae. IUCN kategoriserar arten globalt som sårbar. Inga underarter finns listade i Catalogue of Life.